# Eurostat
Eurostat este organismul care se ocupă cu statistica al Comisiei Europene. Principalele sale responsabilități sunt furnizarea de informații statistice instituțiilor Uniunii Europene (UE) și promovarea armonizării metodelor statistice în statele membre și a candidaților la aderare, precum și în țările AELS. Organizațiile din diferitele țări care cooperează cu Eurostat sunt rezumate sub conceptul european.